# Glasya-Labolas
Glasya-Labolas, u demonologiji, dvadeset i peti duh Goecije koji ima zapovjedništvo nad trideset i šest legija. Ima titulu moćnog predsjednika u paklu. U Grand Grimoireu naziva se Classyalabolas, u knjizi Pseudomonarchia Daemonum poznat je kao Caacrinolaas, a poznat je i kao Caassimolar. Pojavljuje se u obliku psa s grifonovim krilima. Podučava umjetnosti i znanosti, ali potiče i na krvoproliće i pokolje. Poznaje prošlost i budućnost, može učiniti da neku osobu vole i štuju i prijatelji i neprijatelji. Može čovjeka učiniti nevidljivim.